# Margaux Chrétien
Pour les articles homonymes, voir Chrétien (homonymie).
Margaux Chrétien, née le 11 décembre 1992 à Angers (Maine-et-Loire), est une sportive de haut niveau en natation synchronisée française.

## Formation sportive
Elle commence la natation synchronisée à l'âge de huit ans par hasard à la suite d'un manque de places dans la section natation course.
Elle poursuit sa formation sportive au club  local d'Angers durant 9 ans.
À partir de 2012, elle devient pensionnaire à l'INSEP (l'Institut National du Sport, de l'Expertise et de la Performance ) et membre de l'équipe de France.

## Jeux olympiques 2016
En 2016, elle se qualifie avec Laura Augé pour les Jeux olympiques d'été de Rio au Brésil .
Les modalités de sélection du CIO étant restrictives, le ballet d'équipe de l'équipe de France, n'est pas représenté aux Jeux de Rio. En effet, seul huit équipes  sont qualifiées avec une représentation pour chaque continent . Le Brésil, pays hôte ayant automatiquement pris la place de l’Amérique. Par conséquent, le duo Margaux Chrétien et Laura Augé est le seul représentant de la délégation française dans la discipline de la natation synchronisée.
Elle qualifie cette sélection comme  "un aboutissement" de sa carrière sportive. Le duo termine en 8e en finale.
La préparation sportive du duo pour les JO a fait l'objet d'un documentaire "Immergés"  réalisé par l’ancien nageur tricolore Thomas Symonds .

## Reconversion
Elle arrête sa carrière en 2016, après les Jeux olympiques. Pendant deux ans, elle est entraîneur dans un club de Marseille. Elle est notamment  responsable de rayon chez Décathlon.

## Palmarès

### Compétitions officielles et internationales[8]
- 2016-Jeux olympiques d'été-Rang : 8ème de Finale-Catégorie : Duo  libre et technique (Lieu : Rio/Brésil)

- 2016-Championnat d'Europe-Rang : 4ème-Catégorie Duo libre et technique (Lieu : Londres)

- 2016-Championnat d'Europe-Rang : 4ème-Catégorie Équipe Technique (Lieu : Londres)

- 2015-Championnat du Monde-Rang : 8ème-Catégorie Équipe Libre et Technique (Lieu : Kazan)

- 2015-Championnat du Monde-Rang : 9ème-Catégorie Duo Libre et Technique (Lieu : Kazan)

- 2015-Championnat du Monde-Rang : 8ème-Catégorie Solo Libre et Technique (Lieu : Kazan)

- 2014-Championnat d'Europe-Rang : 7ème-Catégorie Solo (Lieu : Berlin)

- 2014-Championnat d'Europe-Rang : 5ème-Catégorie Équipe (Lieu : Berlin)

- 2014-Championnat d'Europe-Rang : 5ème-Catégorie Duo (Lieu : Berlin)

- 2014-Médaille de bronze-Open Make Up-Catégorie Solo technique

- 2013-Championnat du Monde-Rang : 7ème-Catégorie Équipe Libre et Technique (Lieu : Barcelone)

- 2013-Championnat du Monde-Rang : 10ème-Catégorie Duo Libre (Lieu : Barcelone)

- 2011-Championnat du Monde-Rang : 8ème-Catégorie Équipe Libre et Technique  (Lieu : Shangaï)

- 2013-Championne de France

- 2010-Championne de France Junior

- 2009-Championne de France Junior